# Touch Me Like That
Singles de Dannii Minogue
He's The Greatest Dancer
Touch Me Like That est un titre dance-pop interprété par la chanteuse australienne Dannii Minogue, accompagnée par le DJ Jason Nevins. On retrouve le sample d'une chanson de Sylvester, Mighty Real. Il est sorti en single le 3 décembre 2007 au Royaume-Uni mais a été diffusé pour la toute première fois le 3 octobre dans l'émission de radio de Chris Moyles sur la BBC Radio 1.

## Le clip vidéo
La vidéo a été réalisée par Andy Soup. Il a été diffusé pour la première fois sur le site Internet de son label, All Around The World le 26 octobre 2007.
Le clip

## Classement par pays
| Pays                                | Meilleure position |
| ----------------------------------- | ------------------ |
| Royaume-Uni                         | 48                 |
| Royaume-Uni (UK Upfront Club Chart) | 1                  |